# Kanton Nevers-Sud
Kanton Nevers-Sud (francouzsky Canton de Nevers-Sud) je francouzský kanton v departementu Nièvre v regionu Burgundsko. Tvoří ho čtyři obce.

## Obce kantonu
- Challuy
- Marzy
- Nevers (jižní část)
- Sermoise-sur-Loire